# Фалько, Бенедетто ди
Бенеде́тто ди Фа́лько (итал. Benedetto di Falco; ум. после 1568, Неаполь, Неаполитанское королевство) — итальянский писатель XVI века. Преподавал иврит в Неаполе.

## Биография

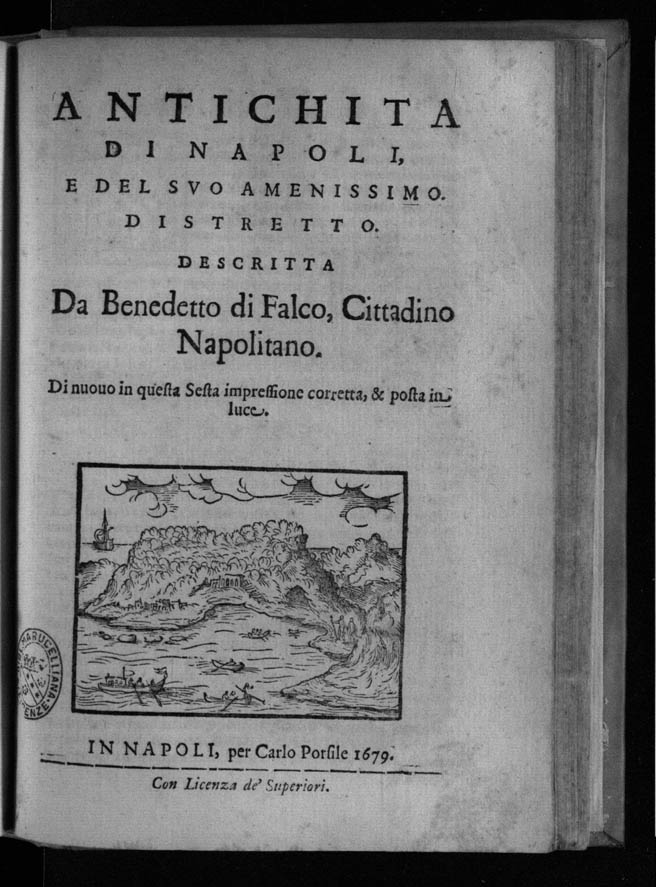
Титульный лист книги Бенедетто ди Фалько «Древности Неаполя» (1679)

Родился в Неаполе в начале XVI века. В 1535 году была издана его первая книга «Описание древностей Неаполя и его окрестностей», последнюю часть которой он посвятил императору Карлу V, в том году прибывшему в Неаполь из похода в Тунис. В сочинении Фалько описал улицы, храмы и памятники города и предместий от Позиллипо до Поццуоли, чередуя повествование с информацией о неаполитанской культуре. В книге он подверг критике гуманиста Пандольфо Колленуччо, который обвинил неаполитанцев в нелояльности монарху. В том же 1535 году им было написано сочинение «Апология Данте», ныне утраченное.
В начале поэтической карьеры Фалько находился под сильным влиянием поэзии Франческо Петрарки. В своей книге «Словарь рифм» он предлагал реформировать итальянский язык, взяв за основу венецианский диалект. В конце этого сочинения им была сделана запись о подготовленном словаре народного языка, который так и не был издан. В мае 1538 года в Неаполе был опубликован его «Трактат о любви», в котором Фалько окончательно избавился от влияния Петрарки. Автор посвятил сочинение графине Фаустине Каррафа-Орсини. Любовь в этой книге он разделял на формальную, материальную, эффективную и совершенную.
В октябре 1539 года в Неаполе напечатали его стихотворение на латыни, которое поэт посвятил своему ученику Джованни Томмазо ди Капуя. В 1541 году им был написан трактат о еврейском, греческом и латинском языках — «De origine Hebraicarum, Graecarum ac Latinarum literarum, deque numeris omnibus». В 1545 году Фалько познакомился с графом Винченцо Туттавиллой, стараниями которого в 1548 году в Сарно была издана его книга «Multa vocabula barbara a Latinae linguae vero ac Germano usu remota atque alia studiosis iuvenibus pernecessaria ad institutiones grammaticales pertinentia».
Заболев подагрой, поэт отошёл от активного участия в общественной жизни родного города. Несмотря на это, во втором издании 1549 года «Описания древностей Неаполя», он проявил озабоченность из-за действий вице-короля дона Педро ди Толедо по отношению к образованным неаполитанцам, среди которых бытовало стремление к автономии Неаполитанского королевства. Точная дата смерти Фалько неизвестна. Последнее прижизненное упоминание поэта относится к третьему изданию «Описания древностей Неаполя», вышедшему в 1568 году.